# Nik'a Amashuk'eli
Nik'a Amashuk'eli (in georgiano ნიკა ამაშუკელი?; Tbilisi, 18 settembre 1994) è un ex rugbista a 15 e arbitro di rugby a 15 georgiano, internazionale dal 2015.

## Biografia
Nato e cresciuto a Tbilisi, si appassiona da piccolo al calcio. Si avvicina al mondo del rugby quando il padre, in occasione dell'incontro tra Irlanda e Georgia per il mondiale del 2007, lo forza a vedere l'intera partita in televisione. I georgiani sono riusciti a mantenere l'incontro aperto fino alla fine e hanno perso per soli 4 punti.
Da quel momento si appassiona e inizia a giocare a rugby per le giovanili del Jiki Gori, squadra che rappresenta la città di Gori nel campionato principale della Georgia, il Didi 10. Inizia a giocare nel ruolo di flanker, per poi passare a quello di primo centro. Transita nei ranghi della squadra maggiore, ottenendo diverse convocazioni con le selezioni giovanili della sua nazionale, fino all'Under-19.
A meno di 20 anni si ritira dal rugby giocato, a causa dei diversi infortuni già subiti, tra i quali 5 concussion, una frattura a una gamba e vari problemi al ginocchio. Tali infortuni avevano causato gravi preoccupazioni alla madre, impattando mentalmente anche su Amashukeli, che ha quindi deciso di smettere di giocare per diventare arbitro.
Nel 2013 entra a far parte di un progetto di scambio che la federazione georgiana e l'IRFU avevano stipulato, per far sì che gli arbitri irlandesi andassero ad arbitrare alcune partite in Georgia, e viceversa. Acquisita esperienza in Irlanda, viene designato ad arbitrare in un incontro della terza divisione del campionato internazionale di Rugby Europe tra Montenegro ed Estonia, terminato 29 a 27 in favore di Montenegro, insieme al suo amico e arbitro georgiano Shota Tevzadze. Amashukeli arbitra il primo tempo mentre Tevzadze il secondo. Questo incontro segna il suo esordio assoluto in un match internazionale.
L'anno successivo, alla fine dell'incontro di campionato tra Batumi e l'Army Tbilisi, viene inseguito e aggredito da alcuni tifosi e dirigenti dello Tbilisi, subendo una coltellata a una gamba, anche se l'autore del gesto violento non è mai stato individuato. La federazione georgiana ha successivamente multato e squalificato parte dello staff della società.
Nominato più volte miglior arbitro georgiano, viene designato per il Sei Nazioni Under-20 del 2019, diventando protagonista di una situazione bizzarra e anomala nel mondo del rugby. In questo torneo, infatti, durante l'incontro tra Inghilterra e Italia dell'8 marzo, viene sostituito temporaneamente dal primo assistente e suo amico Shota Tevzadze, a causa di una ferita sanguinante, per poi riprendere ad arbitrare circa 15 minuti dopo.
Ottiene la designazione anche al mondiale Under-20 del 2019. In questa occasione viene notato dall'ex arbitro e designatore Joël Jutge, che decide di designarlo anche per gli incontri di Champions Cup e Challenge Cup. Viene quindi chiamato ad arbitrare regolarmente nelle competizioni europee, venendo selezionato anche come arbitro di un quarto di finale nella Challenge Cup 2021-2022 e nelle edizioni 2021-2022 e 2022-2023 della Champions Cup.
Grazie ai consigli dell'ex arbitro irlandese e responsabile degli arbitri georgiani David McHugh, Amashukeli acquisisce sempre più esperienza, diventando nel 2021 il primo georgiano ad arbitrare una squadra di Tier 1, il Galles, in occasione di un test match contro il Canada.
Apre una pagina su Facebook in cui spiega le regole e la casistica del rugby e ha anche rivelato che, a suo parere, Wayne Barnes, che tra l'altro aveva arbitrato la partita del mondiale 2007 da lui vista in televisione con il padre, è attualmente il miglior arbitro di rugby.
Nel 2022 fa il suo esordio anche nel Sei Nazioni, arbitrando la partita vinta dall'Irlanda per 57 a 6 contro l'Italia. L'anno successivo viene nuovamente designato nel torneo continentale.
Il 10 maggio 2023 World Rugby annuncia che Amashukeli è inserito nell'elenco degli arbitri designati per il mondiale del 2023 in Francia.